# Таншань
Танша́нь (кит. упр. 唐山, пиньинь Tángshān) — городской округ в провинции Хэбэй КНР. Название происходит от горы Дачэншань, ранее называвшейся Таншань.

## История
Ещё во времена империи Мин в этих местах начали кустарным способом добывать уголь. Когда во второй половине XIX века в империи Цин началось «движение по усвоению заморских дел», то для развивающейся промышленности стало требоваться много угля. Благодаря опеке Ли Хунчжана набрала силу основанная в 1876 году в Шанхае «Китайская коммерческая пароходная компания», получившая специальные льготы и привилегии. Для её снабжения топливом при поддержке Ли Хунчжана в 1877—1878 годах была организована «Кайпинская угольная компания», ставшая впоследствии крупнейшим угольным предприятием Китая. Благодаря интенсивному развитию угледобычи в горах Таншань, рос и развивался посёлок Таншань, в котором жили горняки.
Во времена Цинской империи эти земли входили в состав провинции Чжили, подчиняясь области Луаньчжоу Юнпинской управы (永平府) и Непосредственно управляемой области Цзуньхуа (遵化直隶州). После Синьхайской революции в Китае была проведена реформа структуры административного деления, в ходе которой области и управы были упразднены. В 1913 году области Цзуньхуа и Луаньчжоу были преобразованы в уезды Цзуньхуа и Луаньсянь, посёлок Таншань оказался в составе уезда Луаньсянь.
В 1935 году при поддержке Японии в восточной части провинции Хэбэй было создано Антикоммунистическое автономное правительство Восточного Цзи, и эти земли вошли в его состав. 28 января 1938 года властями Восточного Цзи посёлку Таншань был официально присвоен статус города. 1 февраля 1938 года восточнохэбэйская автономия была поглощена другим прояпонским марионеточным режимом — Временным правительством Китайской Республики, который 30 марта 1940 года вошёл в состав созданной японцами марионеточной Китайской Республики.
После Второй мировой войны над этими землями была восстановлена власть гоминьдановского правительства. В ходе гражданской войны коммунисты взяли Таншань 12 декабря 1948 года.
В 1949 году был образован Специальный район Таншань (唐山专区), в который входило 13 уездов; город Таншань в него не входил, подчиняясь напрямую правительству провинции Хэбэй. В 1958 году город Таншань был понижен в статусе и перешёл под юрисдикцию Специального района Таншань. В 1960 году Специальный район Таншань был расформирован, но в 1961 году воссоздан. В 1968 году Специальный район Таншань был переименован в Округ Таншань (唐山地区).
В 1976 году Таншань пострадал от страшного землетрясения.
В 1978 году город Таншань опять стал городом провинциального подчинения.
В 1983 году решением Госсовета КНР город Таншань и округ Таншань были расформированы, а на их территории образованы городские округа Таншань и Циньхуандао.
В сентябре 2018 года уезд Луаньсянь был преобразован в городской уезд Луаньчжоу.

## Административно-территориальное деление
Городской округ Таншань делится на 6 районов, 2 городских уезда, 6 уездов:
| Карта | Карта          | Карта      | Карта     | Карта         | Карта            | Карта         | Карта                      |
| --- | -------------- | ---------- | --------- | ------------- | ---------------- | ------------- | -------------------------- |
| ① ② Гуе Кайпин Фэннань Фэнжунь Цаофэйдянь Луаньнань Лаотин Цяньси Юйтянь Цзуньхуа Цяньань Луаньчжоу ③ ④ ① Лунань ② Лубэй ③ Ханьгу ④ Лутай |                |            |           |               |                  |               |                            |
| # | Статус         | Название   | Иероглифы | Пиньинь       | Население (2004) | Площадь (км²) | Плотность населения (/км²) |
| 1 | Район          | Лунань     | 路南区    | Lùnán qū      | 240 000          | 65            | 3692                       |
| 2 | Район          | Лубэй      | 路北区    | Lùběi qū      | 620 000          | 113           | 5487                       |
| 3 | Район          | Гуе        | 古冶区    | Gǔyě qū       | 360 000          | 263           | 1369                       |
| 4 | Район          | Кайпин     | 开平区    | Kāipíng qū    | 330 000          | 253           | 1304                       |
| 5 | Район          | Фэнжунь    | 丰润区    | Fēngrùn qū    | 890 000          | 1334          | 667                        |
| 6 | Район          | Фэннань    | 丰南区    | Fēngnán qū    | 520 000          | 1568          | 332                        |
| 14 | Район          | Цаофэйдянь | 曹妃甸区  | Cáofēidiān qū | 140 000          | 700           | 200                        |
| 7 | Городской уезд | Цзуньхуа   | 遵化市    | Zūnhuà shì    | 690 000          | 1521          | 454                        |
| 8 | Городской уезд | Цяньань    | 迁安市    | Qiān'ān shì   | 680 000          | 1208          | 563                        |
| 9 | Городской уезд | Луаньчжоу  | 滦州市    | Luánzhōu shì  | 540 000          | 999           | 541                        |
| 10 | Уезд           | Луаньнань  | 滦南县    | Luánnán xiàn  | 570 000          | 1270          | 449                        |
| 11 | Уезд           | Лаотин     | 乐亭县    | Làotíng xiàn  | 490 000          | 1308          | 375                        |
| 12 | Уезд           | Цяньси     | 迁西县    | Qiānxī xiàn   | 360 000          | 1439          | 250                        |
| 13 | Уезд           | Юйтянь     | 玉田县    | Yùtián xiàn   | 660 000          | 1165          | 567                        |

Администрации района Лунань также подчиняется Лутайская зона экономического развития (芦台经济开发区), которая полностью окружена территорией района Нинхэ города центрального подчинения Тяньцзинь. Администрации района Фэннань также подчиняется Ханьгуская зона (汉沽管理区), состоящая из нескольких участков, расположенных на территории Нового района Биньхай города центрального подчинения Тяньцзинь.

## Экономика

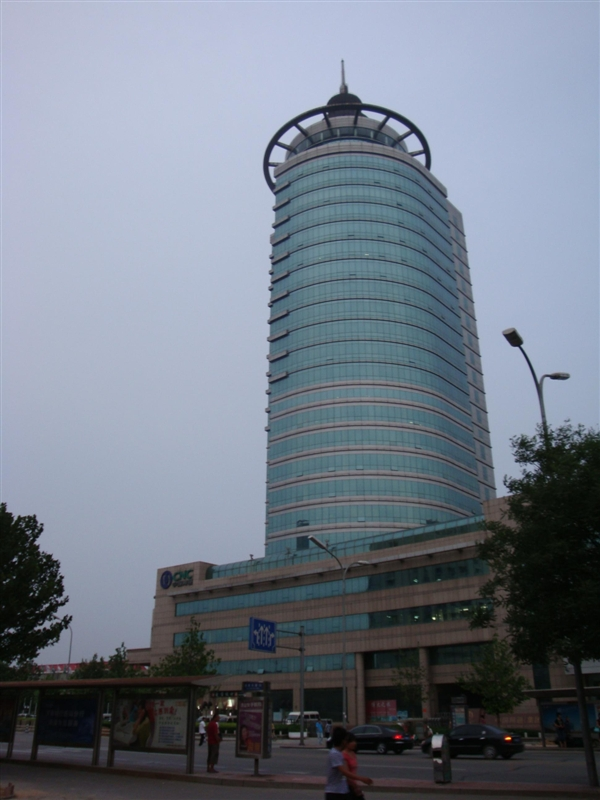
Офисное здание в Таншане

### Промышленность
В городе расположены металлургические заводы Shougang Group (Shougang Jingtang United Iron & Steel), HBIS Group (Tangshan Iron & Steel), Tangshan Guofeng Iron & Steel, Tangshan Shengcai Steel и Luanhe Industrial Group, завод стальных труб Youfa Steel Pipe Group, завод по производству скоростных поездов и составов метро CRRC Tangshan, цементные заводы Jidong Cement, Yinshui Industrial Group и Qixin Cements, заводы строительного оборудования Jidong Equipment and Engineering и Panasonic Welding Systems, химические заводы Sanyou Chemical Industries и Sunfar Silicon Industries, завод электроники Guoxin Microelectronics, завод солнечных панелей Haitai New Energy, завод керамической сантехники Huida Sanitary Ware, молочные заводы Luanzhou Yili Dairy и Mengniu Dairy Industry, мясной завод Tangshan Shuanghui Foodstuff, завод напитков Lanbei Liquor Group.

### Туризм
- Участок Великой Китайской стены в Байянъю
- Участок Великой Китайской стены в Циншанъюань

## Транспорт

### Водный
Через порт Таншань проходит 232 внутренних и международных торговых маршрута, которые соединяют 190 портов в 70 странах и регионах мира. Внутренние торговые направления Таншаньского порта включают Шанхай, Циндао, Шэньчжэнь, Сямэнь и Чжухай, а международные — США, Канаду, Японию, Южную Корею, Малайзию и Чили. В 2022 году грузооборот порта Таншань увеличился на 6,43 % и составил 768,87 млн тонн. Рост грузооборота позволил Таншаню обойти порт Шанхая и выйти на второе место в мире после порта Нинбо—Чжоушань.
В 2023 году грузооборот порта Таншань составил 842,17 млн тонн, увеличившись на 9,53 % в годовом исчислении.

### Железнодорожный
Важное значение имеют грузовые железнодорожные перевозки по маршруту порт Таншань — Монголия — Россия.

### Авиационный
Коммерческие авиаперевозки округа обслуживает аэропорт Таншань Саньнюйхэ.

## Галерея

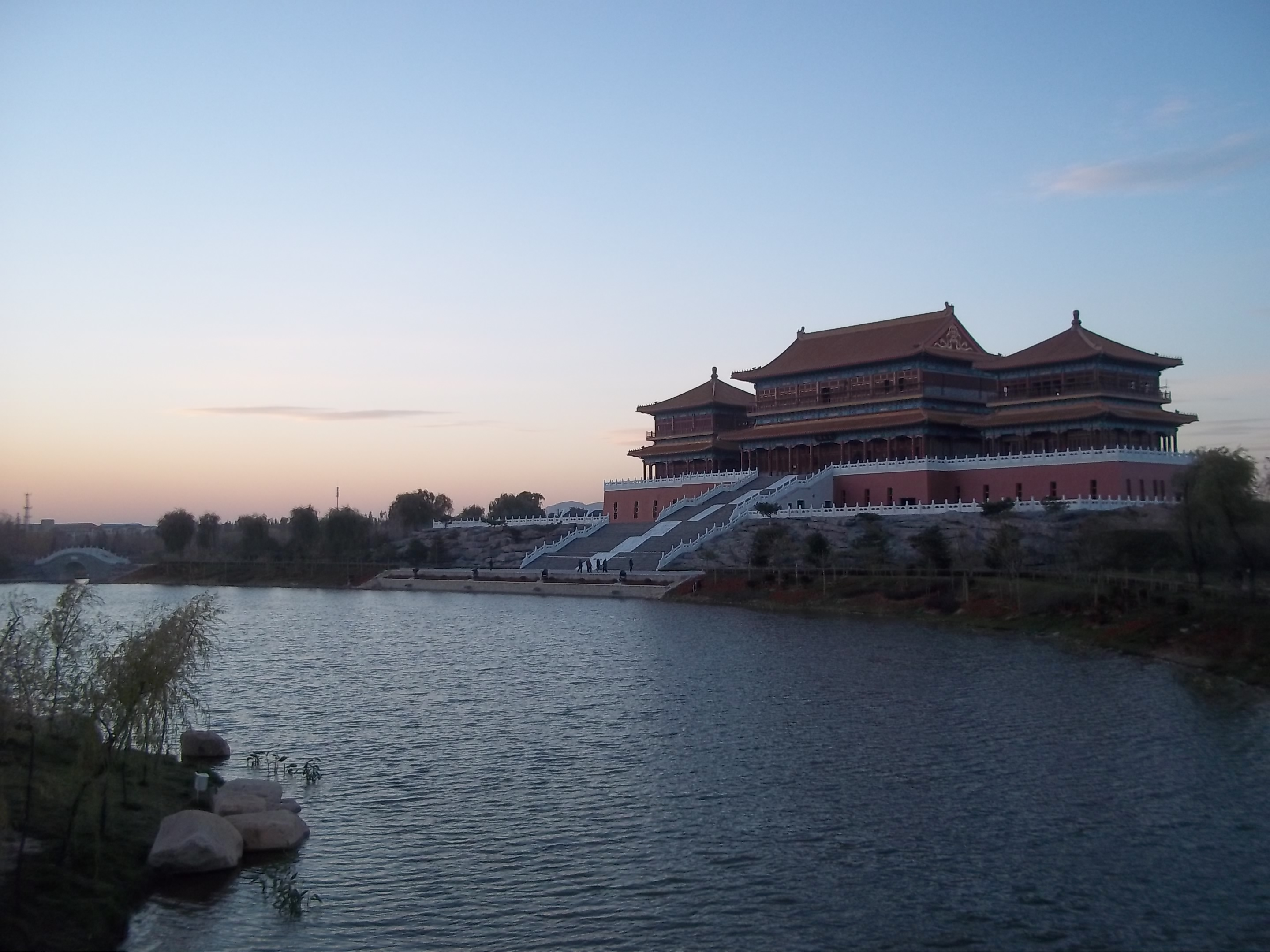
Дворец в Фынжуне
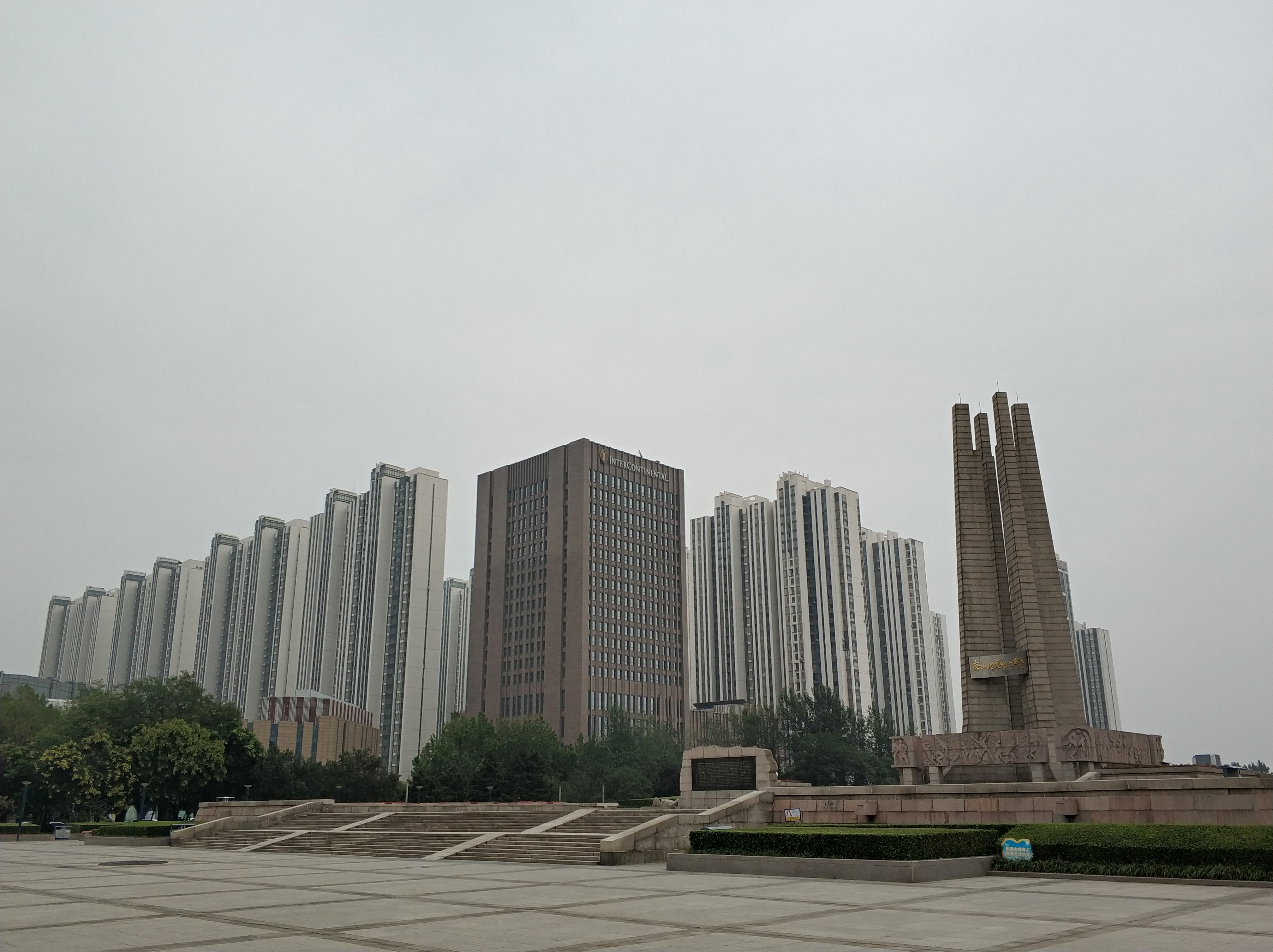
Отель InterContinental
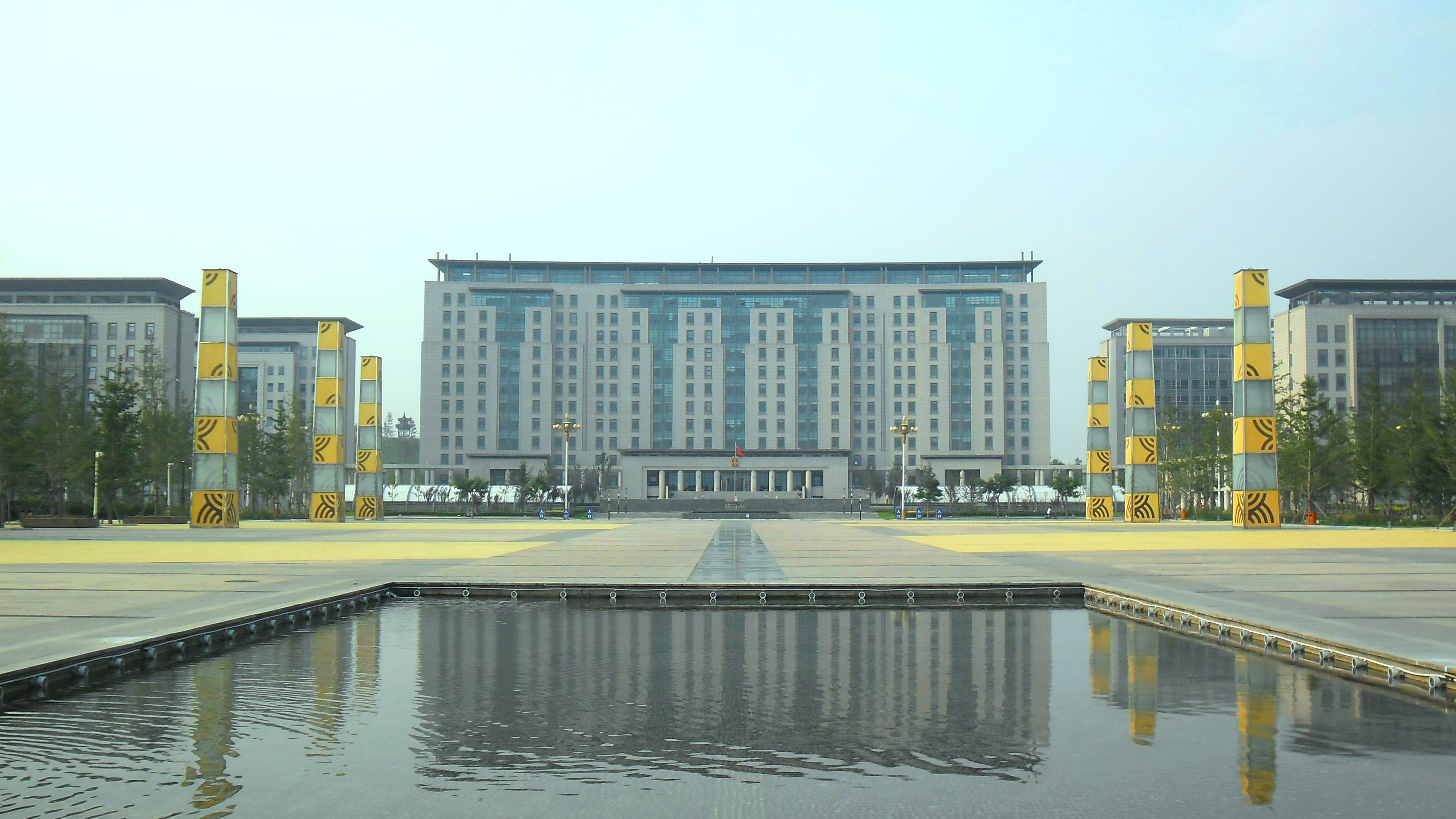
Правительство района Фыннань
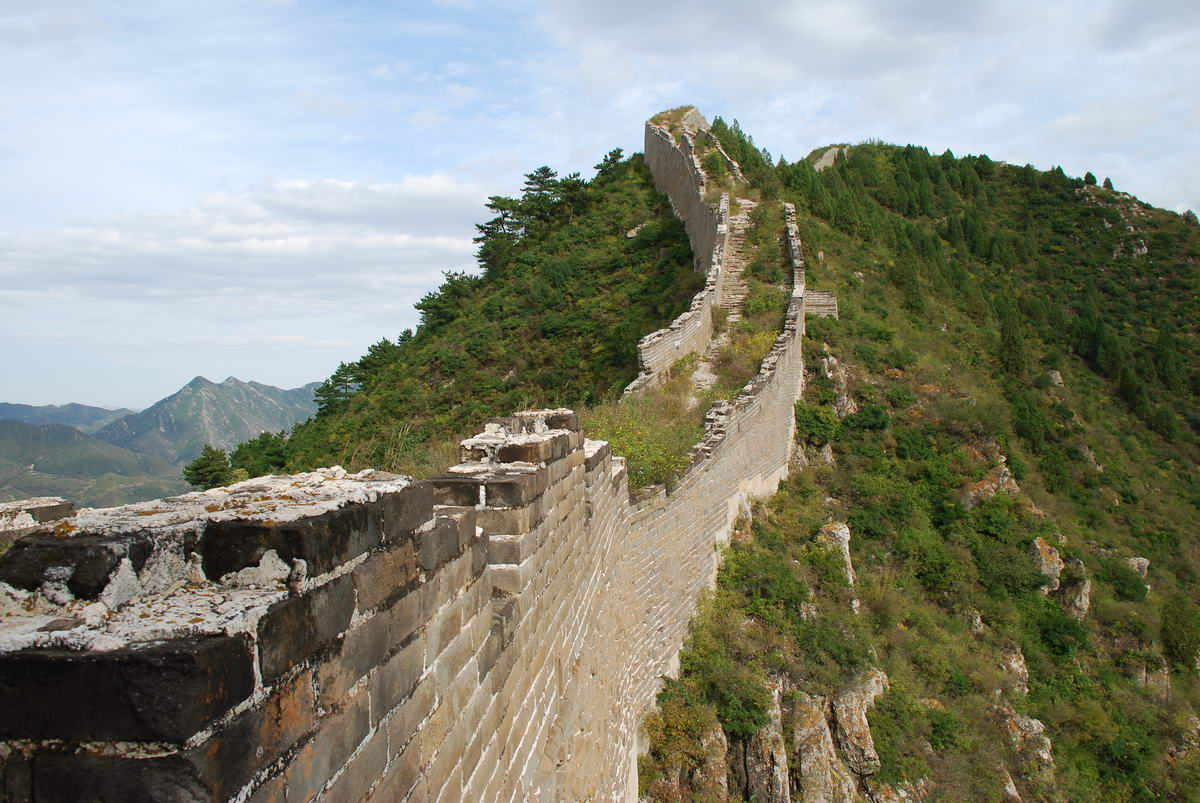
Руины Великой Китайской стены
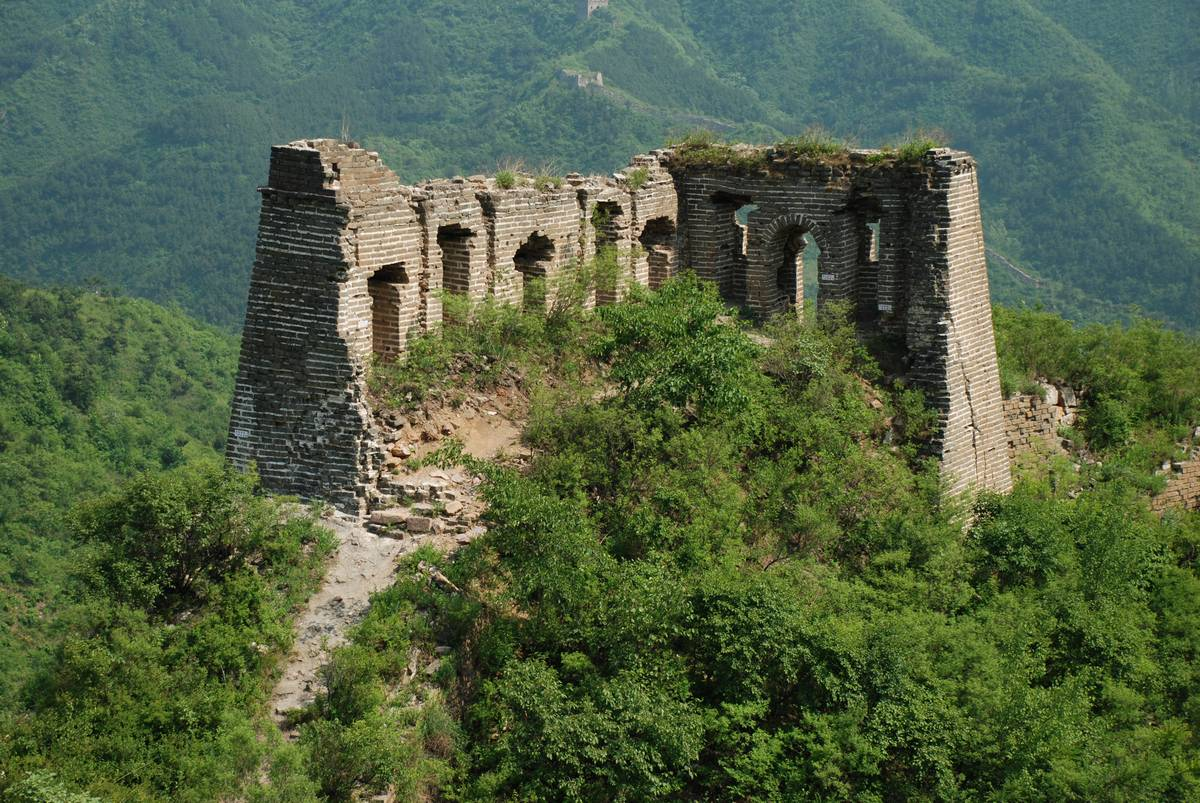
Руины Великой Китайской стены
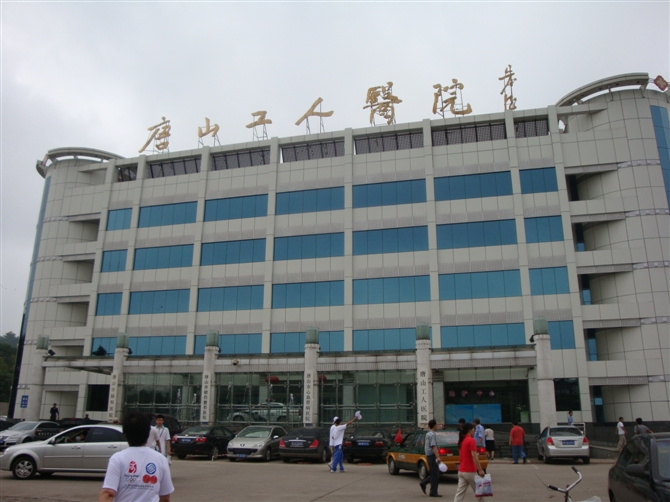
Больница